# Episodi de La casa nella prateria (film post serie)
I film post-serie de La casa nella prateria sono stati trasmessi dalla NBC dal 12 dicembre 1983 al 4 febbraio 1984.
Dopo la nona stagione furono infatti realizzati tre film TV, successivamente divisi in due parti ciascuno e trasmessi come normali episodi.
| nº | Titolo originale            | Titolo italiano       | Prima TV USA     |
| -- | --------------------------- | --------------------- | ---------------- |
| 1  | Look Back to Yesterday      | Ricordando il passato | 12 dicembre 1983 |
| 2  | Bless All the Dear Children | La scomparsa di Rose  | 17 dicembre 1983 |
| 3  | The Last Farewell           | L'ultimo addio        | 4 febbraio 1984  |

## Ricordando il passato
● Titolo originale: Look Back to Yesterday
- Guest star: Cooper Huckabee (Vance Reed), Melora Hardin (Michele Pierson), Henry Brandon (Otis Wagner), James T. Callahan (dr. Houser), Charles Cyphers (Zack Taylor)

## La scomparsa di Rose
● Titolo originale: Bless All the Dear Children
- Guest star: Patricia Pearcy (Elsa Norris), Robin Clarke (Patrick Norris), Harvey Vernon (mr. Baker)

## L'ultimo addio
● Titolo originale: The Last Farewell
- Guest star: James Karen (Nathan Lassiter), Dennis Robertson (Drew Coleson), Roger Torrey (colonnello Forbes)

## Curiosità
- La trilogia fu scritta e diretta da Michael Landon per dare un finale alla storia dopo la cancellazione della serie dalla NBC.
- Katherine MacGregor ha rifiutato di interpretare il ruolo della signora Oleson nei tre film conclusivi. Per questo motivo la sua assenza viene giustificata dicendo che Harriet si trova fuori da Walnut Grove per fare acquisti nei primi due film, mentre nel terzo è all'ospedale.
- La decisione di fare esplodere il set di Walnut Grove fu un modo per evitare un dispendioso smontaggio e per poter restituire il terreno di posa così come era stato trovato. Inoltre Landon non voleva che il suo set potesse essere riutilizzato da altre troupe. Per molti attori fu molto doloroso veder saltare in aria quella che per loro era una seconda casa.
- Stan Ivar (John Carter) ebbe il permesso da Landon e dalla produzione di poter prendere possesso della "piccola casa" per poterla collocare nel giardino del suo ranch nella zona nord di Los Angeles. Un doppione venne ricostruito e rimpiazzato nello stesso posto a Simi.
- Nel 1994 in California vi fu un terremoto piuttosto forte e alcune fra le strutture restanti nel ranch di Simi subirono importanti danni di conseguenza si decise di demolirle perché pericolanti. Il colpo finale arrivò nell'ottobre 2003 con un violento incendio che bruciò tutto quello che era rimasto (chiesa, ghiacciaia e casa Ingalls).